# 紐璧堅
紐璧堅爵士，OBE，JP，DL（英語：Sir David Kennedy Newbigging，1934年1月19日—），英國及香港企業家，曾任怡和洋行及香港置地主席、行政立法兩局非官守議員及香港總商會主席，現任華光海運控股獨立非執行董事。
紐璧堅從1954年開始在香港發展，任職於怡和洋行，1975年起擔任怡和主席，任內兼任匯豐銀行等多間英資機構大班。然而，紐璧堅領導怡和期間經歷重重困難，其中怡和旗下的九龍倉在1980年落入包玉剛爵士手上，他被迫辭任九倉主席一職。在1980年代初，紐璧堅大舉收購香港電話和香港電燈，又以高價在中環投得土地興建交易廣場，試圖重建怡和在香港的領導地位。可是，這些決定耗費大量資金，導致怡和及置地一度陷入沉重的財政負擔，紐璧堅終在1983年被凱瑟克家族撤換。
離開怡和後，紐璧堅返回英國發展，先後在能多潔集團、英國煤業公司、美林證券和英國友誠保險等多間商業機構任職。此外，他在1993年獲委任為威爾特郡副郡尉，隨後在2003年至2004年出任該郡郡督。紐璧堅在英國還積極參與慈善團體英國癌症研究會的工作，並在2004年至2010年間擔任該會主席。在2011年的元旦授勳名單中，他獲英廷賜封為下級勳位爵士，以表揚他對該會的義務貢獻。

## 生平

### 早年生涯
紐璧堅在1934年1月19日生於中國天津，父母分別名大衛·洛克·紐璧堅（David Locke Newbigging）和L·M·紐璧堅。紐璧堅的父親在第一次世界大戰期間曾因軍功於1918年獲授軍功十字勳章，後來前往遠東及香港發展，1938年至1947年任職怡和洋行董事。在1941年香港淪陷前夕，紐璧堅的父親獲港府委任為糧食管制官，第二次世界大戰時被關押於赤柱拘留營內，期間設法維持營內秩序，於1946年香港重光後獲英廷賜封CBE勳銜。
紐璧堅雖在中國出生，不過早年於加拿大接受教育，隨後返回英國入讀位於北安普敦郡的奧多學校（Oundle School）。畢業後，紐璧堅曾加入英皇直屬蘇格蘭邊疆居民軍團，至1954年決定在香港發展，以20歲之齡加入父親曾任職的怡和洋行，由低做起，先後在香港、台灣、中國大陆、英國、馬來西亞和澳洲各地工作。他在1967年晉身怡和董事局，1970年再升任怡和董事總經理，同時兼任怡和旗下的九龍倉主席，後在1972年獲港府委任為非官守太平紳士。在1970年，紐璧堅一度有機會出任怡和主席，但在凱瑟克家族堅持下，時任高級董事總經理亨利·凱瑟克（Henry Keswick）獲得倫敦方面的股東支持而出任主席。三年後，亨利·凱瑟克卸任，結果由紐璧堅接任怡和洋行主席兼高級董事總經理，執掌怡和的決策權。

### 怡和主席
在1975年至1983年出任怡和主席期間，紐璧堅除了繼續擔任怡和旗下的九龍倉主席一職以外，還出任同屬怡和旗下的香港置地主席兼董事總經理。此外，他亦在香港多所英資機構出任要職，其中包括兼任匯豐銀行董事、香港電燈集團董事、香港電話有限公司董事、怡和富林明主席、和以南非為業務發展基地的雷里斯綜合控股（Rennies Consolidated Holdings Ltd.）董事等職。
至於在公職方面，紐璧堅在1978年代表怡和及香港總商會獲港督麥理浩爵士委任為立法局非官守議員，並在1978年至1979年出任香港總商會副主席，1980年至1981年復出任商會主席。紐璧堅亦曾在1977年至1982年出任香港旅遊協會主席、此外亦擔任過香港貿易發展局理事會理事、大學及理工教育資助委員會委員、港府港口事務委員會委員、航空諮詢委員會委員、和公益金副會長兼執行委員會主席等職。紐璧堅在1980年進一步獲港府委任為行政局非守官議員，一直供職至1984年為止，期間在1982年獲英廷授予OBE勳銜以表揚他在公共服務上的貢獻。他在1982年卸下立法局的職務時，亦獲立法局表揚他對該局在工商事務方面的貢獻。
而早在1977年的時候，紐璧堅曾獲港督委任到一個高層諮詢委員會，討論如何分散發展香港經濟。該委員會由財政司夏鼎基爵士出任主席，其他委員除紐璧堅外，還包括匯豐銀行大班沈弼、立法局首席非官守議員鍾士元爵士、以及工商界代表安子介和利國偉等人。當時正值中國改革開放，再加上麥理浩在1979年獲邀低調訪華，令委員會對香港前途感到疑慮。儘管麥理浩訪華後轉述中國領導人鄧小平叫「香港投資者放心」的言論，但委員會一致認為言論不足以穩定香港經濟，同時建議中英兩國應在1980年召開香港前途談判，否則不利香港長遠發展。委員會在1980年1月將聯署信送交麥理浩，但建議未獲麥理浩接納，前途談判亦未有在1980年召開。
紐璧堅在任怡和主席之初，怡和與太古洋行、和記黃埔和會德豐本來並稱香港四大英資洋行，怡和旗下的香港置地和九龍倉兩所洋行坐擁豐厚產業，更是怡和相當重要的資產。可是踏入1970年代，怡和在紐璧堅的管治下陷入一段艱難時期，首先，怡和原本經營轉口貿易和代理商的生意為主，但隨著愈來愈多生產商直接與本地買家接洽，怡和作為代理商的重要性降低，直接導致怡和在1970年代後期的收益倒退。有見及此，紐璧堅曾嘗試將怡和的焦點重新投到香港，他除了關閉怡和在海外一些表現欠佳的附屬機構，又重點投資香港企業，在1979年中國改革開放初期，怡和還積極開拓與中國大陸方面的貿易，可是這段時期的投資多以虧蝕收場。
其次，1970年代香港經濟起飛，造就不少華人富商崛起，當中長實集團主席李嘉誠在1979年買入和記黃埔、以及有「船王」之稱的包玉剛爵士於1985年收購會德豐等事件，對怡和在內的傳統英資洋行構成嚴峻威脅。在1978年，李嘉誠暗中購入怡和旗下九龍倉近兩成股份，超越怡和及置地合共控制的股權，事後經匯豐銀行調停，李嘉誠將手上的九龍倉股票轉讓予包玉剛。包玉剛當初表示手上的九龍倉股票會用作長線投資，但到1979年，怡和發現包玉剛已暗中增持手上的九龍倉股份至接近三成，紐璧堅被迫邀請包玉剛及其二女婿吳光正加入九龍倉董事局。

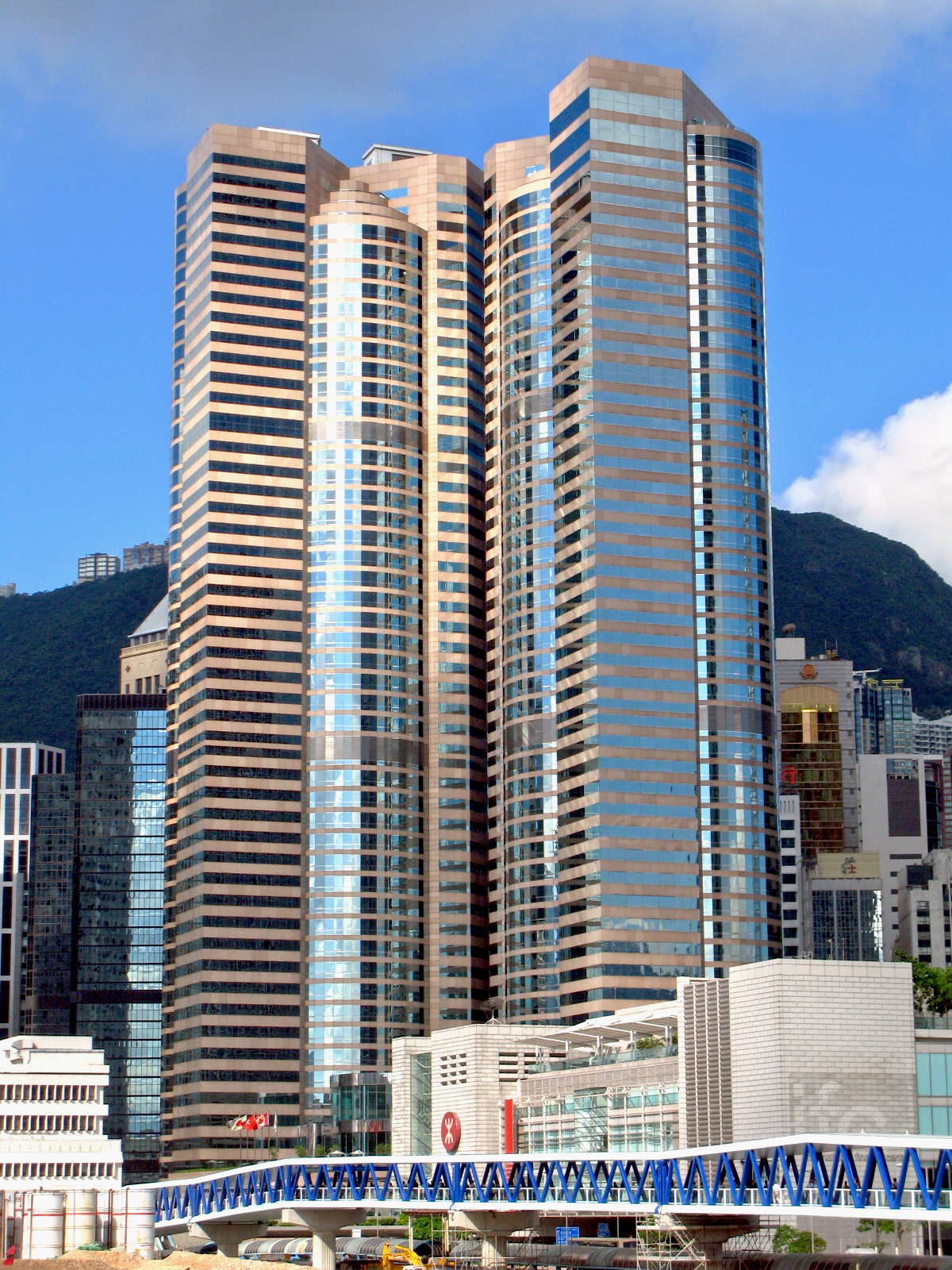
紐璧堅於1982年透過香港置地以高價在中環投得土地，興建交易廣場。

為了作出反擊，紐璧堅在1980年6月乘包玉剛外遊時，在香港各大報章刊登廣告，宣佈作價12.2元置地股份加一股面值75.6元債券，換取一股九龍倉股份，務求取得九龍倉百分之49股權，以圖穩奪九倉控制權；但包玉剛反以每股105元宣佈收購九龍倉股份，反讓包玉剛奪得九龍倉百分之49股份，入主成為九倉歷來首位華人主席，怡和失去九龍倉，紐璧堅惟有黯然辭任九倉主席。
繼九倉之後，市場傳出李嘉誠或包玉剛有意收購怡和，令怡和深受威脅。在1980年11月，紐璧堅宣佈怡和與置地各自同意增持對方股份，以免落入外人手上，但卻因此耗費財力，也令大量資金被凍結。另一方面，在紐璧堅和置地常務董事兼總經理鮑富達（Trevor Bedford）主持下，置地大灑金錢積極投資香港地產和收購公用事業股份，設法重建和鞏固怡和在香港商界的領導地位。置地主要的擴張行動包括在1981年12月購入香港電話公司三成半股權成為大股東，1982年4月又以高價購入香港電燈三成半股權、由紐璧堅代表大股東置地出任港燈主席，同年置地更以47.55億港元從港府投得中環重要地段，興建交易廣場。
可是，置地過度擴張和大舉外借導致債台高築，再加上錯判形勢，未料到香港前途談判在1982年中召開後，觸發股市和樓市連番下挫，促使怡和與置地的業績大幅倒退。其中，置地負債一度高達160億港元，在1983年的財政年度更錄得16億港元虧損，而怡和同年盈利亦暴跌八成，紐璧堅被迫在1983年將港燈售予李嘉誠旗下的和記黃埔，辭去在位僅一年的港燈主席職務；而香港電話公司亦在1984年轉售予大東電報局。
凱瑟克家族早已認為紐璧堅過份冒進，加上目光過度專注香港地區，導致怡和連番投資失利，要為種種失誤負上責任。在多番施加壓力下，紐璧堅終在1983年9月29日晚宣佈辭任怡和主席兼高級董事總經理、以及置地主席兼董事總經理，隨後更在1984年1月1日辭任怡和董事，怡和主席一職則由亨利·凱瑟克的胞弟西門·凱瑟克（Simon Keswick）接任。隨紐璧堅一同離職的，還有要為決策失誤而引咎辭職的鮑富達。
終紐璧堅一任，怡和在香港的影響力大不如前。西門·凱瑟克接任後，為清償紐璧堅任內怡和欠下的債務，他叫停多項在紐璧堅任內拍板通過的發展計劃，而且還出售出雷里斯綜合集團套現，另外為使怡和向國際發展，他將公司分為香港、中國和國際三大部門，並在1984年3月28日宣佈將怡和改組為怡和集團，同時由香港遷冊至百慕達。有關舉動在當時一度被外界認為怡和對香港失去信心，是撤資香港的先兆，結果觸發港股急跌，怡和及置地的股價亦一度受拖累。

### 返英發展
儘管紐璧堅離開任職近30年的怡和時，感慨地表示自己「只是一名打工仔」，又指自己「永遠熱愛香港」，但從怡和獲得100萬英鎊作為提早離職補償的他，還是選擇返回英國發展。返回英國後，紐璧堅先後在多間商業機構任職，包括在1984年至1985年任南運雷里斯控股（Safmarine and Rennies Holdings Ltd.）董事、1984年至1986年任外省保險（Provincial Insurance plc）董事、1985年至1991年任外省集團（Provincial Group plc）副主席、1986年至1994年任能多潔集團（Rentokil Group plc）董事，1987年至1994年兼任主席、1986年至1997年任PACCAR（英國）董事、1986年至1990年任美臣貝斯國際公司（Mason Best International Ltd.）董事，1987年至1990年兼任主席、1986年至1993年任國際金融市場貿易公司（International Financial Markets Trading Ltd.）董事、1987年至1997年任聯合默里迪恩公司（United Meridian Corporation）董事、1989年至1991年任泰國控股（Thai Holdings Ltd.）董事、以及在1987年至1995年任艾禾里及森姆公司（Ivory & Sime plc）董事，期間在1990年至1995年任副主席、並在1992年至1995年兼任主席。
紐璧堅其他在1980年代擔任的工作亦計有在1977年至1985年任紐約摩根信用信託公司（Morgan Guaranty Trust Co. of New York）國際理事會理事、1984年至1987年任英國煤業公司（舊稱國家煤業委員會）董事、1985年至1987年任CIN管理公司董事、1988年3月至12月短暫出任雷德芬公司（Redfearn plc）主席、以及在1989年至2005年任科普爾貿易集團董事，期間於1994年至2005年兼任主席。
踏入1990年代以後，他出任的職務包括在1990年至1993年任發展商NM UK主席、1996年至2007年任美林證券董事、1998年至2003年任美國海洋能源公司（Ocean Energy Inc., USA）董事、1999年至2006年任美國PACCAR公司董事、1996年至2003年任基準集團（Benchmark Group plc）副主席、1994年3月至12月任倫敦資本控股公司（London Capital Holfings plc）董事、1993年至2005年任英國友誠保險董事，1996年至1998年任副主席，並在1998年至2005年兼任主席、1995年至1998年任衡平控股公司（Equitas Holdings Ltd.）主席、1993年至1995年任海事交通服務公司（Maritime Transport Services Ltd.）主席、1997年至1999年任DAF貨車NV監管委員會委員、1999年至2003年任薊花酒店（Thistle Hotels plc）主席、2003年至2007年任塔爾博特控股公司（Talbot Holdings Ltd.）主席、和在2006年至2008年任Synesis Life Ltd.主席。
至於在香港方面，紐璧堅尚在怡和時，已曾在1972年至1985年出任趙從衍旗下的華光航業非執行董事。退出怡和後，紐璧堅再於1992年至1999年加入華光航業控股出任非執行董事，他在2008年5月第三度獲邀請加入華光海運控股出任獨立非執行董事至今。

### 晚年生涯
紐璧堅返回英國後除擔任大量商業職務外，也參與不少公共服務。他在1986年至1993年任倫敦的船員使團（舊稱海員使團）理事會副主席兼執行委員會主席，隨後於1993年至2006年任理事會主席、1993年至1995年擔任勞合社市場委員會委員、在1988年至今任尼泊爾自然保育英國信託（舊稱馬亨德拉國王自然保育英國信託）信託人，另外也是英國慈善組織全國滅罪（National Crimebeat）其中一名信託人、以及是亞洲管理研究所校董。
紐璧堅本身在倫敦和威爾特郡兩地均置有居所，並曾在1991年至1997年任威爾特郡社區基金會（Wiltshire Community Foundation）信託人理事會主席。在1993年，他獲威爾特郡郡尉委任為該郡副郡尉，在2003年至2004年更出任威爾特郡郡督。他在2009年因年屆75歲而不再履行副郡尉職務，但仍可保留副郡尉身份。
在2001年，紐璧堅以義務身份，獲新成立的英國癌症研究會（Cancer Research UK）委任為信託人理事會理事。英國癌症研究會是全球最大規模的獨立癌症研究慈善機構，在2002年至2004年間，他復任該會的信託人理事會副主席，並在2004年接替海曼女男爵（Baroness Hayman）出任主席，至2010年卸任。卸任主席後，他仍然留任該會會員。為答謝他在癌症研究方面的義務貢獻，他在2010年獲選為英國癌症研究會榮譽院士，在2011年的元旦授勳名單中，更獲英女皇伊利沙伯二世賜封為下級勳位爵士。

## 個人生活
紐璧堅在1968年在香港娶卡羅琳·S·班德（Carolyn S. Band）為妻，兩人共育有一子兩女。紐璧堅夫人曾在1983年主持香港維多利亞港的怡和子夜鳴炮儀式。紐璧堅的個人興趣包括中國藝術和大部份戶外運動。紐璧堅在威爾特郡擁有一座名叫費爾菲德莊園（Fyfield Manor）的鄉郊宅第。

## 榮譽

### 殊勳
- J.P. （香港、非官守，1972年）
- O.B.E. （1982年元旦授勳名單[19]）
- D.L. （威爾特郡，1993年）
- Kt. （2011年元旦授勳名單[20]）

### 其他
- 榮譽院士 （英國癌症研究會，2010年）

## 注腳
1. 1 2 3 4 5 6 7 8 9 10  The International Who's Who 2004, Routledge, 2003, p.1215.
2. ↑  "Supplement to Issue 30801", London Gazette, 18 July 1918.
3. 1 2  KESWICK, Maggie and WEATHERALL, Clara, The Thistle and the Jade: A Celebration of 175 Years of Jardine Matheson, Frances Lincoln Ltd., 2008.
4. ↑  EMERSON, Geoffrey Charles, Hong Kong Internment, 1942 to 1945, Hong Kong University Press, 2008.
5. ↑  "Supplement to Issue 37407", London Gazette, 1 January 1946, p.62.
6. 1 2 3  Speakers and Moderators - David Newbigging", Asian Forum on Corporate Social Responsibility, 17 August 2010.
7. 1 2 3 4 5 6 7 8 9 10  PEDERSON, Jay P., International Directory of Company Histories, St. James Press, 2008.
8. 1 2 3 4 5 6 7 8 9 10 11  "David Newbigging, Esq, OBE, DL", Debrett's, retrieved on 2 January 2011.
9. ↑  THE LEGISLATIVE COUNCIL DEBATES OFFICIAL REPORT, Legislative Council of Hong Kong, 6 October 1982.
10. 1 2 3 4  鍾士元爵士，《香港回歸歷程－鍾士元回憶錄》，香港：中文大學出版社，2001年。
11. 1 2 3 4 5 6  牟家和、王國宇著，《亞洲華人企業家傳奇》，新世界出版社，2010年9月。
12. 1 2 3 4 5  馮邦彥著，《香港英資財團》，香港：三聯書店（香港）有限公司，1996年。
13. 1 2 3 4 5 6  陳美華、辛磊，《李嘉誠全傳》，中國戲劇出版社，2005年。
14. 1 2  CONNELL, Carol Matheson, A Business in Risk: Jardine Matheson and the Hong Kong Trading Industry, Greenwood Publishing Group, 2004.
15. 1 2 3  〈董事、高級管理人員及僱員〉，《華光控股海運控股有限公司：全球發售》，2008年5月。
16. ↑  "Cancer Research UK makes key appointments to its governing council", Cancer Research UK, 18 September 2007.
17. ↑  "List of members", Cancer Research UK, retrieved on 2 January 2011.
18. ↑  "Charity salutes its chairman from Fyfield", Gazette & Herald, 25 July 2010.
19. ↑  "Supplement to Issue 48837", London Gazette, 30 December 1981, p.18.
20. ↑  "Supplement to Issue 59647", London Gazette, 31 December 2010, p.1.

### 英文資料
- "Supplement to Issue 30801", London Gazette, 18 July 1918.
- "Supplement to Issue 37407", London Gazette, 1 January 1946, p.62.
- "Supplement to Issue 48837", London Gazette, 30 December 1981, p.18.
- THE LEGISLATIVE COUNCIL DEBATES OFFICIAL REPORT, Legislative Council of Hong Kong, 6 October 1982. online version （页面存档备份，存于）
- The International Who's Who 2004, Routledge, 2003, p.1215. online version
- CONNELL, Carol Matheson, A Business in Risk: Jardine Matheson and the Hong Kong Trading Industry, Greenwood Publishing Group, 2004. online version
- "Cancer Research UK makes key appointments to its governing council", Cancer Research UK, 18 September 2007. website[永久]
- KESWICK, Maggie and WEATHERALL, Clara, The Thistle and the Jade: A Celebration of 175 Years of Jardine Matheson, Frances Lincoln Ltd., 2008. online version
- PEDERSON, Jay P., International Directory of Company Histories, St. James Press, 2008.
- EMERSON, Geoffrey Charles, Hong Kong Internment, 1942 to 1945, Hong Kong University Press, 2008. online version
- "Charity salutes its chairman from Fyfield", Gazette & Herald, 25 July 2010. website （页面存档备份，存于）
- "Speakers and Moderators - David Newbigging", Asian Forum on Corporate Social Responsibility, 17 August 2010. website
- "Supplement to Issue 59647 （页面存档备份，存于）", London Gazette, 31 December 2010, p.1.
- "List of members", Cancer Research UK, retrieved on 2 January 2011. website （页面存档备份，存于）
- "David Newbigging, Esq, OBE, DL", Debrett's, retrieved on 2 January 2011. website[永久]

### 中文資料
- 馮邦彥著，《香港英資財團》，香港：三聯書店（香港）有限公司，1996年。
- 鍾士元爵士，《香港回歸歷程－鍾士元回憶錄》，香港：中文大學出版社，2001年。
- 陳美華、辛磊，《李嘉誠全傳》，中國戲劇出版社，2005年。網上版本 （页面存档备份，存于）
- 〈董事、高級管理人員及僱員〉，《華光控股海運控股有限公司：全球發售》，2008年5月。
- 牟家和、王國宇著，《亞洲華人企業家傳奇》，新世界出版社，2010年9月。網上版本

## 外部連結
- 歷屆主席及副主席：香港總商會 （页面存档备份，存于）

| 商界職務                     | 商界職務                       | 商界職務                   |
| ---------------------------- | ------------------------------ | -------------------------- |
| 前任者： 亨利·凱瑟克         | 怡和洋行主席 1975年–1983年     | 繼任者： 西門·凱瑟克       |
| 前任者： 馮秉芬              | 香港海洋公園主席 1982年–1984年 | 繼任者： 麥蘊利            |
| 官衔                         |                                |                            |
| 前任者： 克里斯托夫·班森爵士 | 威爾特郡郡督 2003年–2004年     | 繼任者： 詹姆士·阿克爾     |
| 非組織職務                   |                                |                            |
| 前任者： 海曼女男爵          | 英國癌症研究會 2004年–2010年   | 繼任者： 邁克爾·普拉格奈爾 |